# Paul Callaby
Paul Callaby (født 14. marts 1952) er en britisk trommeslager, der er kendt for sin medvirken i rockgruppen Shu-Bi-Dua, hvor han var medlem fra 1984-1988.
I 1984 medvirkede han på Shu-bi-dua-kollegaen Michael Hardingers album Hardinger, og igen i 1998 på Hardingers næste soloalbum Nede med øl.
Efter Kasper Winding forlod gruppen i 1984 kom Callaby med. Han havde boet i Danmark siden 1975. Han forlod gruppen igen i 1988. Siden var han medlem i kopibandet Rubberband helt frem til 2007. I 1987 medvirkede han på gruppen Labans to albums Laban 5 og Roulette.

## Diskografi
Med Shu-bi-dua
- Shu-bi-dua 11 (1985)
- Shu-bi-dua 12 (1987)

Med Michael Hardinger
- Hardinger' (1984)
- Nede med øl (1998)

Med Laban
- Laban 5 (1987)
- Laban (1987)

## Reference
1. ↑  Hardinger* – Hardinger. Discogs. Hentet 12/10-2018
2. ↑  Nede med øl. Discogs. Hentet 12/10-2018
3. ↑  Her er de ukendte shubber. BT. Hentet 10/10-2018
4. ↑  Laban 5. Discogs. Hentet 12/10-2018
5. ↑  Roulette. Discogs. Hentet 12/10-2018